# Eduard Admetlla i Lázaro
Eduard Admetlla i Lázaro (10. ledna 1924 – 8. října 2019) byl španělský průkopník potápění, podvodní fotograf a kameraman, návrhář podvodních kamerových pouzder, návrhář samostatného podvodního dýchacího přístroje, tester potápění potápěčské vybavení pro ochrannou známku Nemrod, spisovatel, režisér televizních seriálů, cestovatel a provozovatel vysílání.

## Životopis
Admetll se narodil v Barceloně 10. ledna 1924. V roce 1948 ve věku 24 let se začal potápět. Zpočátku byl podvodním rybářem a stal se členem Asociación de Pesca Submarina de Barcelona (APS) v Barceloně. Brzy opustil tuto činnost, když dospěl k závěru, že ozbrojení nebylo cestou pod vodou. V roce 1954 se stal zakládajícím členem Centro de Recuperación y de Investigaciones Submarinas (CRIS). Poté se stal podvodním fotografem a kameramanem. Vynalezl také podvodní kamery a byl testovacím potápěčem potápěčského vybavení pro španělskou společnost Nemrod. V roce 1953 navrhl a úspěšně otestoval prototyp dýchacího zařízení pro potápění.
Dne 30. září 1957 na španělské námořní základně v Cartageně překonal světový rekord v potápění do 100 metrů.
Napsal pět knih popisujících jeho podvodní zážitky: La llamada de las profundidades, Mis amigos los peces, ¡Fondo!, Tierras y profundidades a ponorka Mi aventura.
Jako následovník práce Hanse Hasse a Jacquese Yves Cousteaua byl Admetlla i Lázar španělským průkopníkem podvodní fotografie a natáčení. První dokumentární televizní seriál, který režíroval, byl černobílý film Rumbo sur. Po této zkušenosti se profesionalizoval a založil filmovou produkční společnost Volitans Films, SL, která natáčela televizní seriál: La llamada de las profundidades na Seychelských ostrovech ; Ostrovy Nuestras, natáčené na Baleárských ostrovech a Kanárských ostrovech (Španělsko) a Tierras y profundidades v Karibiku. Všechny tyto byly vysílány španělskou televizní sítí RTVE. Natočil také dokumentární televizní seriál La natura en profunditat pro katalánskou televizní síť TV3.
Eduard Admetlla i Lázaro zemřel v Barceloně 8. října 2019 ve věku 95 let.

## Knihy
- Admetlla Lázaro, Eduard. La llamada de las profundidades. Editorial Juventud, 1957. Vydání 1961, 1999, 2009 a 2010. ISBN 84-605-8808-4
- Admetlla Lázaro, Eduard. Mis amigos los peces. Bruguera, 1983. Upraveno autorem r. 2010. ISBN 84-02-09549-6.
- Admetlla Lázaro, Eduard. ¡Fondo! Plaza & Janes, 1976. ISBN 84-01-33095-5 a ISBN 84-01-48032-9 (brožovaná vazba)
- Admetlla Lázaro, Eduard. Tierras y profundidades. Bruguera, 1983. ISBN 84-02-07764-1.
- Admetlla Lázaro, Eduard. Mi aventura submarina. Barcelona: Grijalbo, 1984. ISBN 978-8425315404.

## Televizní seriály
Podle zdroje:
| Rok     | Název seriálu                   | Barva     | Nº | Lokace natáčení                                        | Televizní společnost |
| ------- | ------------------------------- | --------- | -- | ------------------------------------------------------ | -------------------- |
| 1964    | Rumbo Sur                       | Černobílý | 6  | Miramar Studio                                         | RTVE                 |
| 1975    | La llamada de las profundidades | Barevný   | 6  | Seychely                                               | RTVE                 |
| 1977    | Nuestras islas                  | Barevný   | 13 | Baleárské a Kanárské ostrovy (Španělsko)               | RTVE                 |
| 1980-81 | Tierras y profundidades         | Barevný   | 13 | Venezuelská džungle, delta Orinoco a Karibské moře     | RTVE                 |
| 1983    | La natura en profunditat        | Barevný   | 13 | Venezuela, Karibik, Costa Brava (Španělsko) a Galapágy | TV3                  |

## Vyznamenání a ceny
| Rok  | Ocenění |
| ---- | --- |
| 1958 | První čestný člen spolku Centre de Recuperació i de Investigacions Submarines (CRIS)                                            |
| 1958 | Stříbrná medaile za sportovní zásluhy Delegación Nacional de Educación Física y Deportes (Nacional Sports Delegation) Španělsko |
| 1958 | Medaile za sportovní zásluhy Excma. Diputación Provincial de Barcelona (Barcelona Province Council) Španělsko                   |
| 1958 | Čestný člen Societat Cultural Arca de Noé (Noah's Ark Cultural Society) of Barcelona (Španělsko)                                |
| 1959 | Medaile a diplom za sportovní zásluhy Federación Española de Actividades Subacuáticas (Spanish Scuba Diving Federation)         |
| 2007 | Čestný člen Historical Diving Society Spain (HDSES)                                                                             |
| 2011 | Čestná plaketa Centro de Buceo de la Armada Española (Diving Centre of the Spanish Navy)                                        |
| 2015 | První místo za Buzo de Honor (honorary scuba diver) of the Historical Diving Society Spain (HDSES)                              |